# 依法韋侖/恩曲他濱/替諾福韋
依法韋侖/恩曲他濱/替諾福韋（英語：Efavirenz/emtricitabine/tenofovir）以Atripla等品牌於市面上販售，是一種用於治療愛滋病的固定劑量複方藥抗反轉錄病毒藥物。藥物配方中含有依非韋倫、恩曲他濱和替諾福韋二吡呋酯三種成分，可單獨使用，或是與其他抗反轉錄病毒藥物聯合使用。此藥物經由口服方式給藥。
使用後常見的副作用有頭痛、睡眠困難、嗜睡和體態不穩。嚴重的副作用有體內乳酸水平升高（乳酸性酸中毒）、精神病症和肝臟腫大。不可用於兒童治療。個體在懷孕前三個月期間內使用，可能會對胎兒造成傷害。
依法韋侖/恩曲他濱/替諾福韋於2006年被美國食品藥物管理局（FDA）批准作醫療用途，並於2007年在歐盟被批准作醫療用途。它已被列入世界衛生組織基本藥物標準清單之中。目前市面上已有此藥物的通用名藥物流通。

## 醫療用途
依法韋侖/恩曲他濱/替諾福韋適用於愛滋病的治療。

## 禁忌症
對依非韋倫有過敏反應的人不應使用此藥物。下列藥物與此藥物存在禁忌症，不可同時使用：伏立康唑、麥角衍生藥物、苯二氮平類的咪達唑侖和三唑侖、鈣通道阻滯劑芐普地爾、雙氟苯丁哌啶苯並咪唑酮和貫葉連翹（草藥） 。進行母乳哺育的個體也應避免使用。

## 副作用
使用依非韋倫/恩曲他濱/替諾福韋的常見副作用是疲倦、頭暈、消化道不適和皮膚變色。更嚴重的副作用是發生幻覺、失眠和憂鬱。
對此藥物的建議劑量是在睡前或臨睡時服用一粒。空腹服用可降低副作用。有腎臟或肝臟問題的人可每天口服一劑。然而腎絲球濾過率（CrCl）水平低於50毫升/分鐘的人不應遵循此劑量，反而應根據自身的CrCl水平調整替諾福韋和恩曲他濱的劑量，並改為開立單獨成分的藥物。

## 與其他藥物交互作用
不應與依非韋倫/恩曲他濱/替諾福韋一起服用的藥物包含有芐普地爾、咪達唑侖、雙氟苯丁哌啶苯並咪唑酮、三唑侖或麥角衍生物。此外，已知貫葉連翹會降低此藥物的有效性，導致病毒量增加，並可能產生抗藥性。

## 作用機轉
依法韋侖是種HIV亞型（愛滋病）中HIV-1的非核苷反轉錄酶抑制劑 (NNRTI)。 恩曲他濱是種HIV-1核苷反轉錄酶抑制劑 (NRTI)。替諾福韋是種HIV-1核苷酸逆轉錄酶抑制劑，可歸類為核苷/核苷酸逆轉錄酶抑制劑 (NtRTI）。這三種藥物合併作用，同時對付HIV反轉錄酶蛋白，而降低病毒的突變能力。
在聯合用藥研究中，可觀察到恩曲他濱與依非韋倫、依非韋倫與替諾福韋、恩曲他濱與替諾福韋之間發揮協同抗病毒的作用。

## 歷史
依法韋侖/恩曲他濱/替諾福韋複方劑於2006年在美國被FDA批准用於治療愛滋病。開發中國家的患者可以每天約1.00美元的價格獲得等效的兩粒藥物治療方案，因為美國大型生物製藥公司吉利德科學公司已將恩曲他濱/替諾福韋的專利授權給藥品專利池（一由聯合國支持的國際公共衛生組織），而默克藥業也以低廉價格提供依法韋倫給這類國家。

## 社會與文化
此藥物是首個在美國上市的多重作用機制抗反轉錄病毒藥物，同時也代表美國兩家製藥公司首次合作，將其各自擁有專利的抗愛滋病藥物合而為一新的產品。
在許多開發中國家中，此藥物的推廣和分銷由默克藥業負責。